# Бурбон (округ, Кентуккі)
Шаблон:StateAbbr_ 38°12′ пн. ш. 84°13′ зх. д. / 38.2° пн. ш. 84.21° зх. д.
Округ Бурбон (англ. Bourbon County) — округ (графство) у штаті Кентуккі, США. Ідентифікатор округу 21017. Американське віскі бурбон походить з цього округа та перейняло його назву.

## Історія
Округ утворений 1786 року.

## Демографія
За даними перепису
2000 року
загальне населення округу становило 19360 осіб, зокрема міського населення було 10691, а сільського — 8669.
Серед мешканців округу чоловіків було 9412, а жінок — 9948. В окрузі було 7681 домогосподарство, 5448 родин, які мешкали в 8349 будинках.
Середній розмір родини становив 2,95.
Віковий розподіл населення поданий у таблиці:
| Стать    | До 15 років | 15-21 | 22-29 | 30-39 | 40-49 | 50-65 | 65-85 | Понад 85 |
| -------- | ----------- | ----- | ----- | ----- | ----- | ----- | ----- | -------- |
| Чоловіки | 2073        | 936   | 911   | 1421  | 1434  | 1596  | 939   | 102      |
| Жінки    | 1957        | 792   | 896   | 1454  | 1518  | 1741  | 1355  | 235      |

## Відомі особистості
В окрузі народився:
- Томас Корвін (1794—1865) — американський політик.

## Суміжні округи
- Ніколас — північний схід
- Бат — схід
- Монтгомері — південний схід
- Кларк — південь
- Файєтт — південний захід
- Скотт — захід
- Гаррісон — північний захід

## Виноски
1. ↑  U.S. Decennial Census. United States Census Bureau. Архів оригіналу за 26 квітня 2015. Процитовано 12 серпня 2014.
2. ↑  Historical Census Browser. University of Virginia Library. Архів оригіналу за 11 серпня 2012. Процитовано 12 серпня 2014.
3. ↑  Population of Counties by Decennial Census: 1900 to 1990. United States Census Bureau. Архів оригіналу за 13 жовтня 2014. Процитовано 12 серпня 2014.
4. ↑  Census 2000 PHC-T-4. Ranking Tables for Counties: 1990 and 2000 (PDF). United States Census Bureau. Архів оригіналу (PDF) за 18 грудня 2014. Процитовано 12 серпня 2014.
5. ↑  State & County QuickFacts. United States Census Bureau. Архів оригіналу за 7 липня 2011. Процитовано 5 березня 2014. [Архівовано 2011-06-07 у Wayback Machine.](англ.) Наведено за англійською вікіпедією.
6. ↑  American FactFinder. Бюро перепису населення США. Архів оригіналу за 26 лютого 2012. Процитовано 31 січня 2008. [Архівовано 2008-05-21 у Wayback Machine.]

| США | Це незавершена стаття з географії США. Ви можете допомогти проєкту, виправивши або дописавши її. |